# 福勒維爾 (紐約州)
福勒維爾（英語：Fowlerville）是位於美國紐約州利文斯頓縣的普查規定居民點。

## 人口
根據2020年美國人口普查的數據，福勒維爾的面積為2.33平方千米，皆為陸地。當地共有人口163人，而人口密度為每平方千米69.96人。